# Pesco Sannita
Pesco Sannita é uma comuna italiana da região da Campania, província de Benevento, com cerca de 2.175 habitantes. Estende-se por uma área de 24 km², tendo uma densidade populacional de 91 hab/km². Faz fronteira com Benevento, Fragneto l'Abate, Fragneto Monforte, Pago Veiano, Pietrelcina, Reino, San Marco dei Cavoti.

## Demografia
| Variação demográfica do município entre 1861 e 2011                               |
|                                                                                   |
| Fonte: Istituto Nazionale di Statistica (ISTAT) - Elaboração gráfica da Wikipedia |